# Villanueva de las Peras
Villanueva de las Peras é um município da Espanha na província de Zamora, comunidade autónoma de Castela e Leão, de área 17,32 km² com população de 167 habitantes (2004) e densidade populacional de 9,64 hab/km².

## Ligações externas

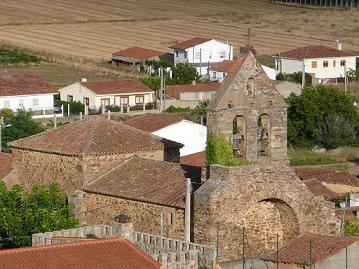
Iglesia

## Demografia
| Variação demográfica do município entre 1991 e 2004 | Variação demográfica do município entre 1991 e 2004 | Variação demográfica do município entre 1991 e 2004 | Variação demográfica do município entre 1991 e 2004 |
| --------------------------------------------------- | --------------------------------------------------- | --------------------------------------------------- | --------------------------------------------------- |
| 1991                                                | 1996                                                | 2001                                                | 2004                                                |
| 253                                                 | 206                                                 | 176                                                 | 167                                                 |